# Instituto Volcanológico de Canarias
El Instituto Volcanológico de Canarias, S. A. (Involcan) es una empresa pública para el estudio de los volcanes de las Islas Canarias (España). Fue constituida el 29 de junio de 2010, estableciéndose su sede en la ciudad de San Cristóbal de La Laguna (Tenerife).

## Historia
En la constitución de este organismo participaron asimismo el Instituto Tecnológico y de Energías Renovables de Tenerife y la Universidad de La Laguna.
La creación del Instituto Vulcanológico de Canarias fue acordada por el pleno de la Cámara Alta el 2 de noviembre de 2005, cuando se aprobó una moción presentada por el entonces presidente del Cabildo de Tenerife, Ricardo Melchior Navarro durante su etapa como senador. El instituto se creó con ocasión de la inauguración del congreso internacional "Cities on Volcanoes 6 – Tenerife 2010" (Ciudades sobre Volcanes), que reunió a más de 856 participantes procedentes de 52 países.

## Función
El Instituto Volcanológico de Canarias estudia y supervisa principalmente los volcanes más importantes del archipiélago canario, en particular; el Teide en Tenerife, Cumbre Vieja en La Palma, los volcanes submarinos de El Hierro y los numerosos conos y cráteres de Lanzarote.
Además de su actuación en Canarias, la entidad cuenta con un equipo de profesionales con experiencia en proyectos de colaboración científica desarrollados en más de 20 países y regiones volcánicamente activas como Alemania; Antártida; Antillas Menores; Argentina; Azores; Cabo Verde; Camerún; Costa Rica; Ecuador; El Salvador; Filipinas; Francia; Galápagos; Guatemala; Guinea Ecuatorial; Islandia; Italia; Japón; México; Nicaragua; Papúa Nueva Guinea; República Democrática del Congo y Ruanda.

## Características
El Instituto Volcanológico de Canarias posee en su infraestructura:
- Laboratorio de Geoquímica
- Laboratorio de Petrología
- Laboratorio de Geoquímica Isotópica
- Red Sísmica Canaria
- Red Geoquímica Canaria
- Red Geodésica Canaria
- Red Termométrica y Termográfica Canaria
- Instrumentación geofísica y geoquímica portátil
- Sensores ópticos remotos